# Hovdysse
Der Hovdysse (auch Stovdysse genannt) ist ein Langdolmen mit zwei Kammern auf einer Parkfläche im Norden der Straße Piledyssen in Gundsømagle bei Roskilde auf der dänischen Insel Seeland. Die Anlage entstand zwischen 3500 und 2800 v. Chr. als Großsteingrab der Trichterbecherkultur (TBK). 
Der Nordost-Südwest orientierte Hovdysse hat einen unregelmäßigen Grundriss von etwa 17,0 × 12,0 m. Am nördlichen Ende beträgt die Höhe des Hügels 0,5 m über dem Boden, im Süden sind es etwa 1,0 m. Am südlichen Ende der Einfassung befinden sich zwei Kammern. Die Kammern stehen etwa 1,0 m aus dem Hügel heraus. Die nordwestliche besteht aus drei  Tragsteinen und einem Deckstein, die südöstliche aus vier in situ befindlichen und zwei  umgeworfenen Tragsteinen und einem Deckstein. Einige Randsteine der Einfassung sind sichtbar, die am besten erhaltenen liegen im Nordwesten. Ansonsten liegen mehrere kleinere Steine auf dem Hügel verstreut. 
In Gundsømagle liegen die Dolmen Hødysse von Gundsømagle oder Eilsøholm Langdysse, Thoradysse, Langdysse 3 und Gundsømagle Runddysse.